# Шёнтан, Пауль фон
Пауль Шёнтан (Paul von Schönthan, на самом деле Paul Schönthan von Pernwaldt, 19 марта 1853, Вена — 4 августа 1905) — австрийский писатель, журналист и драматург.

## Биография
Происходил из купеческой семьи. Его брат, Франц фон Шёнтан, тоже был писателем. Окончил военно-морское училище и начал служить в Императорском флоте, но через непродолжительное время вышел в отставку по причине слабого здоровья и по совету брата начал заниматься журналистикой. Одновременно начал заниматься драматургией: самой удачной его пьесой, которая ставится в немецких театрах по сей день, считается «Der Raub der Sabinerinnen».
В 1888—1890 годах был редактором издания «Berliner Lustigen Blätter». С 1892 года работал в «Wiener Tageblatt»; при жизни считался живым и остроумным человеком, занимающим видное место среди тогдашних немецких фельетонистов. В 1902 году, незадолго до смерти, работал в «Wiener Zeitung».
Главные его произведения: «Kleine Humoresken», «Der Maskenball und andere heitere Geschichten», «Zimmer Nrz 18», «Der Kuss», «In Sturm und Not», «Welt- und Kleinstadt-Geschichten», «Dieser Meyer und andere wunderliche Leute», «Die Königin der Luft u. andere Erzählungen», «Aus der grossen und kleinen Welt», «Ringstrassenzauber», «Schlechte Rasse», «Gebärden der Liebe», «Prinzessin Turandot», «Gefärbte Frauen», «Allerlei», «Jahreszeiten der Feder», «Stickluft», «Die Zwei Grazien».